# Catasticta collina
Catasticta collina är en fjärilsart som beskrevs av Brown 1939. Catasticta collina ingår i släktet Catasticta och familjen vitfjärilar.
Artens utbredningsområde är Peru. Inga underarter finns listade i Catalogue of Life.